# Henry Parkyns Hoppner

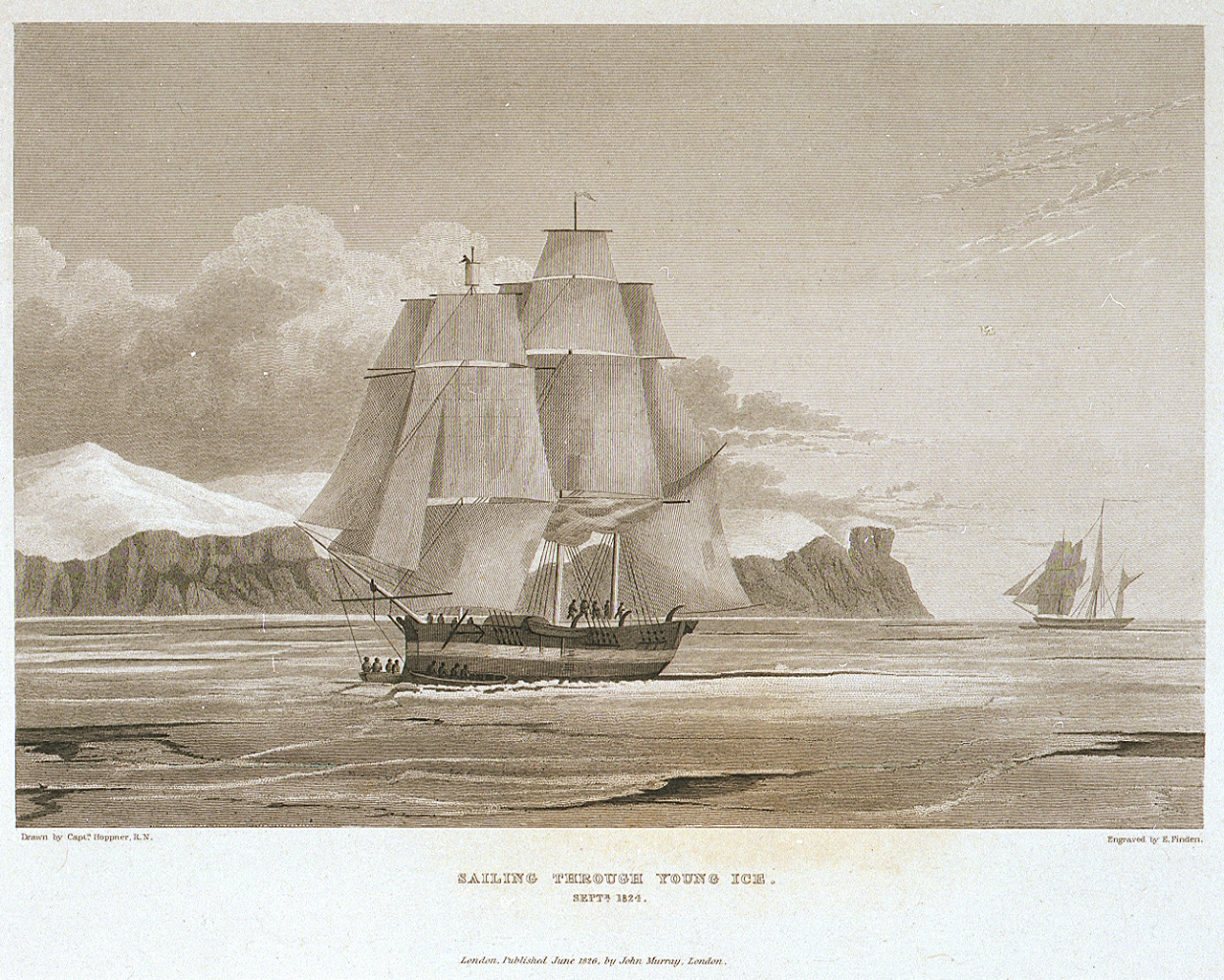
Gravure du Fury, le navire dirigé par Hoppner, naviguant à travers une mer de glace

Henry Parkyns Hoppner (1795, Londres - 1833, Lisbonne) est un explorateur, peintre et officier de la Royal Navy.

## Biographie
Henry né dans une famille proche de l'aristocratie. Il est le quatrième enfant du portraitiste John Hoppner et de Phoebe Wright, la fille de la sculptrice Patience Lovell Wright.
Il rejoint la marine en 1808 et participe activement aux guerres napoléoniennes et à la guerre de 1812.
En septembre 1815, il est nommé lieutenant puis est attaché au HMS Alceste en 1816 et accompagne Lord Amherst lors d'une mission diplomatique en Chine. Le HMS Alceste échoue dans le détroit de Gaspar en actuelle Indonésie, Hoppner convoi donc Amherst à l'actuelle Djakarta puis revient aider ses hommes avec un autre navire. Le 18 janvier 1818, il est récompensé en étant nommé second de William Edward Parry et responsable de l'HMS Alexander lors d'une expédition à la recherche du passage du Nord-Ouest mené par John Ross,. Ses talents artistiques sont alors très utiles et illustrent les récits des missions auxquelles il participe.
Hoppner participe ensuite à trois autres expéditions dirigées par William Edward Parry. Lors de la seconde, le navire HMS Fury qu'il dirige s'échoue et ses hommes doivent revenir à bord du second navire de l'expédition.
Très affaibli à la fin de sa vie, il meurt lors d'un voyage à Lisbonne en 1833.
La crique de Hoppner sur la péninsule de Melville, le cap Hoppner sur l'île Melville et le détroit de Hoppner entre Winter Island et la péninsule de Melville furent tous nommé en son honneur.